# 趙力寶性侵、殺人事件
趙力寶性侵、殺人事件是2004年以及2005年中華人民共和國黑龍江省通河县青山村的兩宗未成年人犯罪案。兩起案件主謀皆為趙力寶，其在2004年13岁时先于青山村性侵同村少女明芳，被起訴，但因時年中華人民共和國刑法將未滿14嵗的未成年人刑事責任排除在外，因此當地法院僅令施害者家庭支付9021元精神損失費、醫藥費及交通費于受害者。一年后，趙力寶携刀夜闖明芳家中，并以十九刀殺害其母，后被判處一年半的勞動改造。

## 文獻
1. 1 2 3  王坚. . 中國寧波網. 民主与法制时报. 2006-03-25  [2023-02-17]. （原始内容存档于2023-02-17） （中文（中国大陆））.